# Balho
Balho – miasto w Dżibuti w regionie Tadżura przy granicy z Etiopią. Liczy poniżej 1000 mieszkańców.